# Plagiognathus davisi
Plagiognathus davisi är en insektsart som beskrevs av Knight 1923. Plagiognathus davisi ingår i släktet Plagiognathus och familjen ängsskinnbaggar. Inga underarter finns listade i Catalogue of Life.